# Virgínia Marí Rennesson
Virgínia Marí Rennesson (Gemena, Ubangi del Sud, República Democràtica del Congo, 1962 - Eivissa, 6 de juny de 2023) va ser una política eivissenca.

## Biografia
Era filla d'Antoni Marí Calbet, que va ser president del Consell Insular d'Eivissa i Formentera, i de Maryse Rennesson. El matrimoni va tenir cinc fills.
Després de llicenciar-se en Periodisme per la Universitat Autònoma de Barcelona, es va diplomar en Màrqueting. Va començar a treballar com a encarregada de premsa, màrqueting i relacions públiques d'una productora cinematogràfica a Barcelona.
Durant diversos anys va treballar com a inspectora de Pesca en el Govern Balear (1994-2000) i en el Consell Insular d'Eivissa i Formentera (2000-2011). El seu salt a la política li va arribar de mans del Partit Popular. Durant els deu mesos que va presidir el consistori, el va fer en minoria en haver passat alguns regidors del Partit Renovador d'Eivissa i Formentera (PREF), que estaven coalitzats al PP, al grup de no adscrits.
En les següents eleccions municipals (2015), Marí va encapçalar la llista del Partit Popular, que va ser la més votada amb més d'un trenta per cent dels vots, encara que una coalició de partits d'esquerra va ser la que va governar.
Marí també va ser diputada autonòmica en el Parlament Balear en la IX legislatura, on va presidir la Comissió d'Hisenda i Pressupostos i va ser vicepresidenta de la Comissió d'Assumptes Europeus i de Turisme. El 2023 va haver de deixar l'escó en quan se li va detectar un càncer. Mare de dos fills, va morir a l'Hospital de Ca Misses, on estava ingressada després de detectar-li el càncer.